# Seksuele handeling
Een seksuele handeling is een manier waarop mensen hun seksualiteit ervaren en uiten. Mensen ondernemen een verscheidenheid aan seksuele handelingen, variërend van activiteiten die alleen worden gedaan tot handelingen met iemand anders.
Ook likken, strelen met de tong, kan als opwindend worden ervaren en is dan een seksuele handeling. Dit is mogelijk met alle delen van het lichaam.
In een brede definitie vallen er ook aanraking van borst(en), billen of geslachtsdelen en zoenen onder.

## Soorten seksuele handelingen
- Met een partner
  - Voorspel
  - Niet-penetratieve seks
  - Seksuele penetratie
  - Erotische massage – overal wrijven, met of zonder olie.
  - Interfemorale seks – wanneer een partner een fallisch voorwerp of penis tussen de dijen van de andere partner plaatst.
  - Intergluteale seks – wanneer de ene partner een fallisch voorwerp of een penis in het bouwvakkersdecolleté of bilspleet van de andere partner plaatst.
  - Coitus a mamilla – wanneer een partner een fallisch voorwerp of een penis tussen de borsten van de partner wrijft.
  - Stimulatie van tepels – het stimuleren van de tepels, meestal oraal of manuaal.
  - Tribadisme – vulva-tot-vulva wrijven.
  - Frottage – penis-tot-penis wrijven.
  - Manuele seks – stimulatie van de geslachtsdelen van iemand anders door gebruik te maken van de handen of vingers.
    - Aftrekken – manuele stimulatie van de penis van iemand anders.
    - Vingeren – manuele stimulatie van de vulva of vagina van iemand anders.
    - Anaal vingeren – manuele stimulatie van de anus van iemand anders.

  - Orale seks – stimulatie van de geslachtsdelen van iemand anders door gebruik te maken van de mond, lippen, tong, tanden of keel.
    - Beffen – orale stimulatie van de vulva van iemand anders.
    - Pijpen – orale stimulatie van de penis van iemand anders.
    - Rimmen – orale stimulatie van de anus van iemand anders.

  - Vaginale geslachtsgemeenschap – penetratie van de vagina van de een met de penis van een ander voor seksuele stimulatie en/of voortplanting.
  - Anale geslachtsgemeenschap – penetratie van de anus van de een met de penis van een ander voor seksuele stimulatie.
- Solo
  - Autoseksualiteit
    - Seksuele fantasie
    - Masturbatie – stimulatie van de eigen geslachtsdelen.
      - Manuele masturbatie – stimulatie van de eigen geslachtsdelen door gebruik te maken van de handen of vingers.
        - Vingeren – manuele stimulatie van de eigen vulva of vagina.
        - Aftrekken – manuele stimulatie van de eigen penis.

      - Orale masturbatie – stimulatie van de eigen geslachtsdelen door gebruik te maken van de mond, lippen, tong of tanden (alleen mogelijk voor flexibele mensen of contortionisten).
        - Zelfpijpen – orale stimulatie van de eigen penis.
        - Zelfbeffen – orale stimulatie van de eigen vulva.

      - Anale masturbatie – stimulatie van de eigen anus.
        - Anaal vingeren – manuele stimulatie van de eigen anus.
        - Zelf-anaal neuken – inbrengen van de eigen penis in de anus.

## Handelingen zonder penetratie
- Wederzijdse masturbatie
- Droogneuken; dit is de geslachtsdelen tegen elkaar aan wrijven.
- Afgetrokken worden door een ander
- Footjob
- Coitus a mamilla
- Cunnilingus
- Bagpiping[bron?]
- Interfemorale seks
- Frottage
- Tribadisme
- Docking

## Lichamelijke integriteit
Indien een seksuele handeling bij een ander ongewenst plaatsvindt, wordt gesproken van seksueel geweld. Bij ongewenste aanraking van borst(en), billen of geslachtsdelen en zoenen wordt gesproken van seksuele grensoverschrijding. Sexting is het verspreiden of delen van seksueel getinte berichten of foto's of video's van zichzelf via mobiele telefoons of andere media. Wanneer seksuele handelingen worden gerepresenteerd op een medium voor seksuele opwinding is sprake van pornografie. Het betaald aanbieden van seksuele handelingen wordt prostitutie genoemd. Het tonen van een geslachtsdeel of seksuele handelingen kan worden opgevat als openbare zedenschennis. 

### Nederlandse wetgeving
Het Nederlandse Wetboek van Strafrecht spreekt bij zedendelicten onder meer over seksuele handelingen en over handelingen die bestaan uit of mede bestaan uit het seksueel binnendringen van het lichaam, maar als het gaat over een afbeelding, over een afbeelding van een seksuele gedraging.

## Trivia
's Werelds bekendste boek dat onder meer seksuele handelingen beschrijft is de Kamasutra. 
Het 600 pagina's tellende The Hite Report, A Nationwide Study of Female Sexuality door Shere Hite, voor het eerst uitgegeven in 1976, was een seksuele revolutie. Het was bedoeld om gevoelige kwesties te beantwoorden die te maken hebben met de meest intieme details van de seksualiteit van de vrouw.